# (35382) 1997 WJ36
1997 WJ36 (asteroide 35382) é um asteroide da cintura principal. Possui uma excentricidade de 0.21901030 e uma inclinação de 0.12468º. Este asteroide foi descoberto no dia 29 de novembro de 1997 por LINEAR na cidade de Socorro.